# Pittsboro (Indiana)
Pittsboro és una població dels Estats Units a l'estat d'Indiana. Segons el cens del 2008 tenia 2.567 habitants.

## Demografia
Segons el cens del 2000, Pittsboro tenia 1.588 habitants, 621 habitatges, i 465 famílies. La densitat de població era de 400,7 habitants/km².
Dels 621 habitatges en un 40,3% hi vivien nens de menys de 18 anys, en un 61,5% hi vivien parelles casades, en un 11% dones solteres, i en un 25,1% no eren unitats familiars. En el 21,6% dels habitatges hi vivien persones soles el 9,7% de les quals corresponia a persones de 65 anys o més que vivien soles. El nombre mitjà de persones vivint en cada habitatge era de 2,56 i el nombre mitjà de persones que vivien en cada família era de 2,97.
Per edats la població es repartia de la següent manera: un 28,7% tenia menys de 18 anys, un 8,1% entre 18 i 24, un 34,3% entre 25 i 44, un 17,7% de 45 a 60 i un 11,2% 65 anys o més.
L'edat mediana era de 32 anys. Per cada 100 dones de 18 o més anys hi havia 84,5 homes.
La renda mediana per habitatge era de 47.740$ i la renda mediana per família de 56.417$. Els homes tenien una renda mediana de 41.935$ mentre que les dones 27.875$. La renda per capita de la població era de 20.904$. Entorn de l'1,7% de les famílies i el 3% de la població estaven per davall del llindar de pobresa.

## Poblacions més properes
El següent diagrama mostra les poblacions més properes.